# 350.org
350.org è un'organizzazione ambientalista internazionale, fondata nel 2007 da Bill McKibben, con lo scopo di costruire un movimento globale per il clima e per informare sui rischi dei cambiamenti climatici. Prende il nome da uno studio dello scienziato James E. Hansen del "Goddard Institute for Space Studies" della NASA, secondo il quale 350 parti per milione (ppm) di CO2 in atmosfera sarebbe il limite massimo per evitare seri rischi per il genere umano. Circa 300 associazioni si riconoscono parte del movimento, che raggiunge quasi ogni Paese del mondo. In Italia le campagne di 350.org sono coordinate dall'associazione partner Italian Climate Network.

## Campagne
Alle campagne di 350.org e alle giornate di mobilitazione per il clima hanno partecipato centinaia di migliaia di persone in tutto il mondo.

### International Day of Climate Action
Durante l'International Day of Climate Action del 2009, sono state registrate 5.245 manifestazioni in contemporanea in 181 Paesi.

### Global Power Shift
La fase 1 del Global Power Shift si è svolta a Istanbul, Turchia, nel giugno 2013, dove si sono incontrati circa 500 attivisti climatici provenienti da oltre 135 Paesi. L'obiettivo era la condivisione di conoscenze e abilità per organizzare i movimenti su scala locale nei Paesi di provenienza, che vide la partecipazione di movimenti sociali e delle ONG. La fase 2 si svolge nei Paesi di provenienza, dove vengono organizzati gruppi locali.

### People's Climate March
In occasione del Climate Summit sui Cambiamenti Climatici indetto da Ban Ki-Moon a New York, nel settembre 2014, 350.org ha contribuito a organizzare la più grande manifestazione mondiale, con oltre 750.000 partecipanti nel mondo. Anche in Italia si sono avute decine di manifestazioni, tra cui la maggiore a Roma.